# 骚乱
骚乱是社会不同阶层之间或阶层内部的冲突与对立，包括社会底层为争取自身权益与统治阶层的对抗，或因统治阶层不当行为激发民怨，引发的与统治阶层冲突与对立。长时间的持续对立，可能会使冲突范围扩大化，冲突的升级可能诱发暴动，導致政局动荡与战争，最终导致政权更迭。
骚乱通常是隨機發生並混亂無秩序的，對象可以是政府官員、工廠老闆、政党，導火線通常是不特定的事件，例如阿拉伯之春中穆罕默德·布瓦吉吉的自焚。骚乱背後皆有其動機：對整個大環境的不滿。當骚乱次數越趨頻繁，規模漸大，群眾漸增。骚乱開始時是有預謀的行動時就導致叛亂，但骚乱亦可以是由有秩序的示威遊行演變而成。

## 其他稱呼
- 起義：帶正面意味，指參與者是正義的一方，要對抗不正義的政權。
- 暴亂、暴動：帶犯罪意味，用在暴徒失控而使用暴力的情況。如非法集会人士破壞社會安寧，即屬“暴動”[1]。
- 群体性事件：中国大陆法律术语。
- 打砸抢烧：中國大陆官方有時会在出现暴力事件后使用這個詞，將參與者指涉為違法人員。

## 特点
- 数量多，规模较大。
- 涉及的阶层行业多，主体成分多元化。
- 群体性事件的指向对象不同，内容不同。
- 表现方式激烈，内部矛盾逐渐分化或对抗化。
- 组织程度逐渐提高，矛盾逐渐趋向政治化。
- 各种矛盾相互交织，处置难度加大。

## 可能原因

### 深层原因
- 社会贫富差距拉大。
- 职工经济利益和公民权利受到侵犯。
- 物價或房地產價格過高。
- 其他国家或组织为达到自身目的，煽动他人而作出的手段。
- 官僚主义作风和腐败现象造成干群关系紧张。
- 認為信息公开不透明，群众知情权受限。
- 因媒體資訊的雜亂和不確定（如網絡資訊），人們思想受到影響而作出的行為。
- 人们的思想意识和价值观念日趋多元化、复杂化。
- 部份人們缺乏理智、自制力、判斷力或刻意，如尋求刺激或他人指使，而作出的行為。

### 直接原因
一般由某个小型事件使群众性情绪煽起导致多层矛盾急剧激化。即使是个人自杀事件，仍可能因家属的不满而诱发骚乱。部分具爭議性的法案、政策的发布也会造成骚乱。

## 后果
- 民众集体温和的抗议（如游行示威、群体请愿行为）。
- 局部、小范围与统治当局一般性对立，表现为一般性冲突。
- 大规模的冲突。可以为局部大规模冲突事件，或因此引发全局性冲突、骚乱或直至与执政当局的武装对立。武装对立可以引发政局动荡，持续长时间骚乱事可以导致战争，直至政权更迭。例如中国历史上绝大多数朝代更迭都是从群体性事件引发民变而最終導致改朝換代。
- 無政府狀態
- 嚴重可導致革命、起義

## 各地群体性事件

### 中国大陆

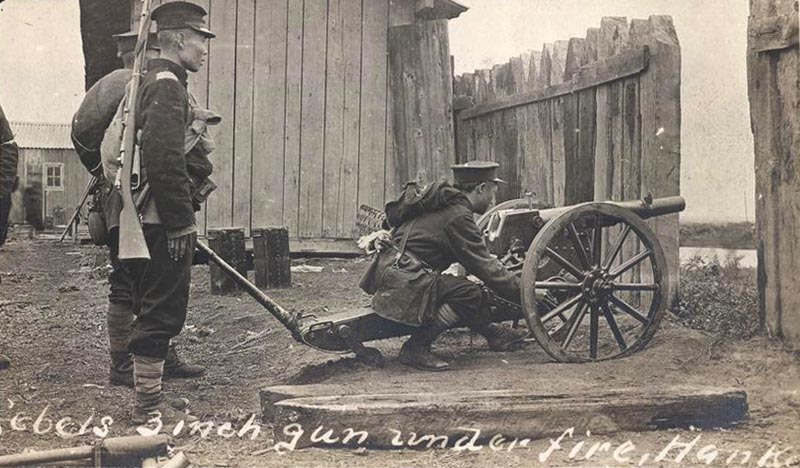
武昌起義軍砲兵

中国历史上绝大多数朝代更迭都是从小规模事件开始导致民变最终引发改朝换代。
1994年，群体性事件為1万多起，参与人数73万人次，2004年達7.4万多起，參與人數376万人次。2005年，总共发生了8.7万起15人以上的群体性事件。2009年，中国共发生近9万起各类群体性事件，而这些事件均与官民冲突有关。中华人民共和国政府及官员造成的官民矛盾被认为是事件产生的直接诱因。

#### 1989年後中国大陆的大规模群体性事件
- 2025年江油未成年人欺凌风波导致的示威与骚乱
- 白紙運動
  - 鄭州富士康抗議
  - 海珠區抗議
- 2020年內蒙古雙語教育新政策爭議
- 韶关旭日玩具厂群体斗殴事件
- 陆丰乌坎事件
- 2013年昆明市反对PX项目事件
- 2014年茂名市反对PX项目游行
- 2011年內蒙古抗議示威事件
- 2007年厦门市反对PX项目事件
- 2012年启东市反对排污项目事件
- 2012年什邡市反对钼铜项目事件
- 2008年云南文山警民冲突
- 云南普洱市孟连事件
- 吉林通化市通钢事件
- 贵州黔南州瓮安事件
- 湖北荆州市石首事件
- 浙江嘉兴市拆迁赔偿暴力事件
- 安徽池州市六二六事件
- 六四事件

### 香港
- 1884年香港反法大罷工
- 1919年香港搶米風潮
- 香港海員大罷工
- 省港大罷工
- 粵穗慰問團事件
- 雙十暴動
- 天星小輪加價暴動
- 六七暴動
  - 黃大仙新區騷亂
  - 旺角荔枝角道騷亂
- 1977年警廉衝突
- 聖誕騷動
- 香港的士罷駛事件
- 1989年旺角油麻地騷亂
- 難民營騷動
- 香港反對世貿遊行衝突
- 雨傘革命
  - 「對準政權，誓爭民主」包圍政府總部行動
- 2016年丙申旺角事變
- 反對逃犯條例修訂草案運動
  - 2019年香港七一衝突
  - 香港中聯辦大樓遭破壞事件
  - 元朗襲擊事件
  - 太子站襲擊事件
  - 香港三罷行動
  - 香港中文大學衝突
  - 香港理工大學衝突

### 澳門
- 一二·三事件

### 台湾
- 228事件
- 五二四事件
- 美麗島事件
- 桃園機場事件
- 520農民運動
- 1995年臺灣計程車暴動事件
- 2004年總統大選暴動
- 百萬人民倒扁運動
- 陳雲林訪台暴動
- 野草莓學運
- 太陽花學運
  - 323佔領行政院事件
  - 411包圍中正第一分局事件
- 佔領忠孝西路事件
- 反高中課綱微調運動
  - 723佔領教育部行動
- 419反年金改革抗議

### 二战后日本
- 1948年阪神教育事件（大阪朝鲜人骚扰事件、神户朝鲜人学校事件)
- 1952年吹田事件
- 1952年大须事件
- 1952年流血五一事件
- 1960年安保斗争
- 1968年东京大学安田讲堂事件
- 1970年胡差市（冲绳市）反美暴动
- 1973年首都圈国电暴动

### 大韓民國
- 四一九學運
- 光州事件
- 六月民主運動
- 倒朴運動

### 二战后欧洲
- 1953年东德东柏林暴动
- 1956年波兰波兹南事件
- 1956年匈牙利事件
- 1968年法国“五月风暴”
- 1990年苏联“波罗的海人链”事件
- 1997年阿尔巴尼亚集资诈骗引发全国民众骚乱
- 2005年法国巴黎郊区少数族裔骚乱
- 2011年英国伦敦骚乱
- 2013年5月瑞典斯德哥尔摩骚乱
- 黃背心運動
- 2024年英國騷亂

### 美国
- 1863年纽约征兵暴动
- 1886年芝加哥干草市场暴乱（五一国际劳动节的起源）
- 1932年华盛顿特区酬恤金进军事件
- 1965年洛杉矶沃兹黑人暴动
- 第十二街叛亂
- 1992年洛杉矶暴动
- 2014年弗格森黑人骚乱
- 2020年明尼阿波利斯騷亂
- 2021年美国国会大厦骚乱

### 巴西
- 2023年巴西三權廣場遭衝擊事件

### 馬來西亞
在英國殖民的早期，馬國曾經也爆發了騷亂事件。其中最嚴重的包括「石隆門華工起義」，該騷亂由劉善邦和王甲率領。而最終在砂拉越巡邏隊的強力攻勢下宣告失敗。但也造成了“石隆門華人大屠殺”。
近現代（英國殖民末期至馬來西亞成立後）在我國，也曾經在東馬和西馬分別各有發生了共產黨騷亂事件。曾經對我國政治干擾到了數個年代，也熬走了好幾位首相和各級領導人。分別是發生在1948年-1990年，也是馬來西亞最大的政治騷亂。僅次於513事件。
在進入了80年代末至90年代初，由於東歐劇變導致了世界共產主義走勢路漸夭折。而共產的主要國家——蘇聯，加盟國也脫蘇獨立。最終馬共和砂共分別也於1989年和1990年解散，即使共產黨解散了。但是馬來統治者對於共產主義的懼怕也影響到了21世紀的現在，即使馬來西亞內部安全法令在後期因為國家日漸安全了後便廢除了。但是對於共產黨的懼怕仍然持續著（因為共產黨領導人曾經是華人為主，馬來統治者擔心華人會起來推翻）。因此即使到了現在，共產黨在馬來西亞仍然是禁止的。

### 引用
1. ↑  . news.now.com.   [2019-01-01]. （原始内容存档于2021-05-01） （中文（香港））.
2. ↑  .   [2022-10-19]. （原始内容存档于2022-10-21）.
3. ↑  于建嵘. . 《中国报道》. 2010年, (第1期)  [2013-07-21]. （原始内容存档于2012-06-16） （中文（简体））.
4. ↑  杨军（《南风窗》记者 ）. . 《南风窗》. 2008年12月27日  [2013-07-21]. （原始内容存档于2017-01-13） （中文（简体））.